# Четвертичный период
| система                                                                          | отдел      | ярус               | Ниж. граница, млн лет |
| -------------------------------------------------------------------------------- | ---------- | ------------------ | --------------------- |
| Антропоген                                                                       | Голоцен    | Мегхалайский       | 0,0042                |
| Антропоген                                                                       | Голоцен    | Северогриппианский | 0,0082                |
| Антропоген                                                                       | Голоцен    | Гренландский       | 0,0117                |
| Антропоген                                                                       | Плейстоцен | Верхний            | 0,129                 |
| Антропоген                                                                       | Плейстоцен | Тибанийский        | 0,774                 |
| Антропоген                                                                       | Плейстоцен | Калабрийский       | 1,80                  |
| Антропоген                                                                       | Плейстоцен | Гелазский          | 2,58                  |
| Неоген                                                                           | Плиоцен    | Пьяченцский        | больше                |
| Деление и золотые гвозди в соответствии с IUGS по состоянию на декабрь 2024 года |            |                    |                       |

Четвертичный период, или антропоген (четвертичная система; антропогеновый период; квартер) — геологический период (геологическая система), современный этап истории Земли, третий (текущий) период кайнозойской эры. Начался 2,58 миллиона лет назад, продолжается по сей день.
Характеризуется началом Четвертичного оледенения — нынешнего ледникового периода.

## Термин
В 1760 году Дж. Ардуино впервые предложил деление подразделений гор на 4 части:
1. первичный (допотопный)
2. вторичный (потопный)
3. третичный (послепотопный)
4. четвертичный (вулканический).

В 1825 году (по другим данным, в 1829 году) Ж. Денуайе предложил выделить отложения, перекрывающие образования третичной системы, в особую четвертичную систему, в продолжение принципа перечисления напластований:
1. первичные — палеозой
2. вторичные — мезозой
3. третичные — кайнозой.

Новейшие геологические отложения до начала XX века называли также послетретичные, постплиоцен.
Существует сложность определения нижней границы четвертичного периода. Эту границу разные учёные предлагали проводить по:
1. Началу похолодания на планете
2. Появлению оледенений
3. Изменению фауны млекопитающих
4. Изменению фауны моллюсков
5. Появлению человека как социального существа.

Сам четвертичный период разбивается по принципу биостратиграфии, а не палеоклиматологии.
Профессор А. П. Павлов в 1914 году предложил термин «антропогеновый период» (приравнивая его к четвертичному периоду), начав этот период со времени первого появления человека.
Академик В. И. Вернадский считал правильным выделять четвертичный период из кайнозойской эры и начинать с него новую эру геологической истории Земли. Он предлагал назвать её, следуя А. П. Павлову, антропогеновой или, по Чарльзу Шухерту (1918), психозойской эрой.
В 1932 году на 2 международной конференции АИЧПЕ был отвергнут термин «антропозой» («антропозойская эра»), А. М. Жирмунского. Но в 1950 году «предложение переименования четвертичного периода в антропозойскую эру» поддерживал В. А. Обручев и ИГН АН СССР
В 1963 году решением Межведомственного стратиграфического комитета оба названия «четвертичный» и «антропогеновый» были приняты официально в СССР как равнозначные.
Немецкий термин квартер (от нем. Quartär, не путать с англ. Quaternary — четвертичный период) — сокращённое название четвертичного геологического периода (антропоген, четвертичная система), термин был утверждён в России в 1998 году.
В Эфиопии предки современного человека появились около 2,5 млн лет назад, а Америка и Австралия были заселены людьми всего 40-45 тысяч лет назад. Таким образом, антропогенная деятельность началась на разных материках в разное время. По существу, то же можно сказать и о начале психозойской эры. Вот почему предпочтительнее пользоваться, пусть и устаревшим, термином «четвертичный период» или «квартер», а нижнюю границу его в континентальных отложениях проводить по палеоклиматическим и магнито-стратиграфическим данным, которые синхронны для всех материков.

## Деление четвертичного периода
23 сентября 1932 года в Ленинграде на II Международной конференции Ассоциации по изучению четвертичного периода Европы было принято деление четвертичного периода на 4 отдела:
1. древний — эоплейстоцен
2. средний — мезоплейстоцен
3. новый — неоплейстоцен
4. современный — голоцен

В настоящее время четвертичный период подразделяется на две геологические эпохи: плейстоцен и голоцен.

### Плейстоцен
Плейстоцен (2,58 млн — 11,7 тысяч лет назад) — время великих оледенений. В этой геологической эпохе ледниковые периоды чередовались с относительно тёплыми межледниковьями.
Около 100 тысяч лет назад на месте современной Скандинавии в очередной раз начала формироваться ледяная шапка, которая стала расползаться в стороны. Наступающие льды погребали всё новые и новые территории, вытесняя обитавших там животных и растения в другие места. Местами ледяной покров достигал толщины двух километров. Наступила эпоха очередного оледенения Земли. Ледниковый покров испытывал осцилляции.
В целом климат плейстоцена во время межледниковий был практически идентичен современному, но животный мир различался. Например, по окончании плейстоцена вымерли многие представители тундростепи, южноамериканских пампасов и джунглей (из-за совместного воздействия климатических перемен и охоты со стороны древних людей): в Южной Америке исчезли родственники слонов (стегомастодоны, кювьерониусы) гигантские броненосцы дедикурусы и глиптодоны, гигантская саблезубая кошка Smilodon populator (смилодон), копытные макраухения и токсодоны, гигантские ленивцы мегатерии и эремотерии; в Северной Америке исчезают: американский мастодонт, живший в лесах умеренного пояса, мамонты (императорский, Колумба и т. д.), последний представитель птиц-тиранов или фороракосов — титанис Уоллера, десятки видов аборигенных копытных, включая американских лошадей, верблюдов, степных пекари, разнообразных оленей, вилороговых антилоп и кустарниковых быков, из хищных — американский лев, короткомордые медведи, ужасный волк; тундростепи и степи Евразии и Берингии лишились таких животных, как степной мамонт, шерстистый мамонт, шерстистый носорог, эласмотерий, большерогий олень, пещерный медведь и пещерный лев. В южной Европе исчезли прямобивневые лесные слоны и европейский бегемот, в тропиках Азии — стегодоны. Исчезли также неандертальцы, гигантопитеки и последние популяции человека прямоходящего.
В Австралии в позднем плейстоцене вымерли гигантские сумчатые: дипротодоны, зигоматурусы, палорхесты, сумчатые львы и другие представители мегафауны Австралии.

### Голоцен
| Эпоха                                          | Климатическая стадия                           | Подстадия                                      | Начало (примерно), лет назад                   | Ярус (век) по IUGS (декабрь 2024) |
| ---------------------------------------------- | ---------------------------------------------- | ---------------------------------------------- | ---------------------------------------------- | --------------------------------- |
| Голоцен                                        | Субатлантик                                    | Похолодание                                    | 800                                            | Мегхалайский                      |
| Голоцен                                        | Субатлантик                                    | Потепление                                     | 1800                                           | Мегхалайский                      |
| Голоцен                                        | Субатлантик                                    | Похолодание                                    | 2600                                           | Мегхалайский                      |
| Голоцен                                        | Суббореал                                      | Похолодание                                    | 3200                                           | Мегхалайский                      |
| Голоцен                                        | Суббореал                                      | Потепление                                     | 4200                                           | Мегхалайский                      |
| Голоцен                                        | Суббореал                                      | Похолодание                                    | 5700                                           | Северогриппианский                |
| Голоцен                                        | Атлантик                                       | Потепление                                     | ~6000                                          | Северогриппианский                |
| Голоцен                                        | Атлантик                                       | Похолодание                                    | ~7000                                          | Северогриппианский                |
| Голоцен                                        | Атлантик                                       | Потепление                                     | 7800                                           | Северогриппианский                |
| Голоцен                                        | Бореал                                         | Похолодание                                    | 8200                                           | Северогриппианский                |
| Голоцен                                        | Бореал                                         | Потепление                                     | 10500                                          | Гренландский                      |
| Голоцен                                        | Пребореал                                      | Похолодание                                    | ~11000                                         | Гренландский                      |
| Голоцен                                        | Пребореал                                      | Потепление                                     | 11700                                          | Гренландский                      |
| Плейстоцен                                     |                                                |                                                |                                                |                                   |
| Поздний дриас                                  | Похолодание                                    | 12900                                          | Верхний                                        |                                   |
| Только для Северной Европы. Калиброванные даты | Только для Северной Европы. Калиброванные даты | Только для Северной Европы. Калиброванные даты | Только для Северной Европы. Калиброванные даты | п о р                             |

Голоцен (начался 11,7 тыс. лет назад и продолжается до сих пор) — межледниковая эпоха с относительно стабильным климатом. Начало голоцена характеризуется вымиранием большого количества видов животных мегафауны, а середина — становлением человеческой цивилизации и началом её технического развития. Изменения в составе фауны в течение этой эпохи были относительно невелики, но окончательно вымерли такие животные, как мамонты и гигантские ленивцы, за последние несколько веков по вине человека перестали существовать многие виды животных (например, дронты, эпиорнисы, моа, стеллеровы коровы, странствующие голуби и сотни других видов). Около 7000 лет назад климат стал несколько теплее, окончательно растаяли Североамериканский и Евро-азиатский континентальные ледники, распался Арктический ледниковый покров, завершили существование многие горные ледники, остались лишь сократившиеся щиты близ полярных шапок (Гренландия, Антарктида).

## Жизнь в четвертичном периоде
Это самый короткий геологический период, но именно в четвертичном периоде сформировалось в современном виде большинство современных форм рельефа и произошло множество существенных событий в истории Земли (с точки зрения человека), важнейшие из которых — эпохи оледенения и появление человека. На таком коротком интервале времени для определения возраста применяется прежде всего радиоуглеродный анализ и другие методы, основанные на распаде короткоживущих изотопов. Специфика четвертичного периода по сравнению с другими геологическими периодами создала особую ветвь геологии — четвертичную.

## История изучения четвертичного периода
В СССР и России с 1927 года работает Комиссия по изучению четвертичного периода АН СССР / РАН. Она организует комплексные исследования, совещания и публикует научные труды в своих изданиях.
В 1928 году организована Ассоциация по изучению четвертичного периода Европы (АИЧПЕ). В 1936 году реформирована в Международный союз по изучению четвертичного периода (INQUA). В качестве стран-участниц INQUA в сообщество входят национальные комитеты или комиссии.
С 1930 года работают Бюро съёмки четвертичных отложений в Ленинграде (реорганизован в Отдел четвертичной геологии, ВСЕГЕИ).
С 1932 года осуществляются международные программы по изучению четвертичного периода и составлению международных карт четвертичных отложений. В 1934 году Гитлеровская Германия отказалась от своих обязательств по составлению карты Европы, и вся работа проводилась советской группой.
С 1933 года работает Отдел изучения четвертичного периода в Москве (реорганизован в Отдел четвертичной геологии; Лаборатория стратиграфии четвертичного периода в ГИН РАН).

## Научные периодические издания
Основные международные серийные издания, публикующие статьи по теме четвертичного периода, с годом их основания и ISSN (7 из них отмечены † — перестали выходить на 2019 год):
- 1929 — Бюллетень Комиссии по изучению четвертичного периода  и , ISSN 0366-0907
- 1930 — Труды Комиссии по изучению четвертичного периода[27]
- 1936 — Материалы по четвертичному периоду СССР
- 2013 — Alpine and Mediterranean Quaternary, ISSN 22797327
- 1972 — Boreas, An internatonal journal of Quaternary research, ISSN 0300-9483
- 1970 — Bulletin de l’Association Franciase pour l’Etude du Quaternaire, ISSN 00045500 †
- 2012 — Cuaternario y Geomorfologia, ISSN 02141744
- 2003 — Developments in Quaternary Science, ISSN 15710866 †
- 2015 — Estudos do Quaternari, ISSN 21828660
- 1978 — Geografia Fisica e Dinamicca Quaternaria, ISSN 03919838
- 1979 — Geographie Physique et Quaternaire, ISSN 07057199 †
- 1986 — Journal of Quaternary Science, ISSN 02678179
- 1981 — LUNDQUA Thesis, Lund University, ISSN 03468976
- 1990 — Quaternaire, ISSN 11422904, Supplement, ISSN 17711150 †
- 2017 — Quaternary and Environmental Geosciences, Е-ISSN 21766142
- 2006 — Quaternary Geochronology, ISSN 18711014
- 1989 — Quaternary International, ISSN 10406182
- 1979 — Quaternary Newsletter, ISSN 01432826 †
- 1970 — Quaternary Research, ISSN 00335894
- 1978 — Quaternary Research (Tokyo), ISSN 04182642 †
- 1982 — Quaternary Science Reviews, ISSN 02773791
- 1979 — Quaternary Studies in Poland, ISSN 01379798 †
- 2000 — Studia Quaternaria, ISSN 16415558